# Nello Pazzafini
Giovanni Nello Pazzafini (15 de mayo de 1933 – 9 de enero de 1996) fue un actor italiano que formó parte del elenco de más de doscientas películas, muchas de ellas de género peplum, spaghetti western o policiaco. Apareció acreditado bajo diferentes seudónimos: Nello Pazzafini, John Carey, Red Carter, Ted Carter, Giovanni Pazzafini, Giovanni Pazzofin, Giovanni Pazzofini, Ned Steinberg o Nat Williams.

## Biografía
Nacido en Roma de padres originarios de Ferrara, desde joven Pazzafini se dedicó al fútbol y en 1958 asistió a la primera escuela para especialistas abierta en Italia. Inicialmente era un doble de acción a menudo no acreditado en películas peplum, pero a partir de mediados de la década de 1960 obtuvo gradualmente papeles más importantes, especializándose en personajes de villanos.
Pazzafini, fallecido a causa de diabetes, está enterrado en el cementerio municipal de Ostia.

## Filmografía parcial
- Un dollaro bucato (1965)
- Adiós, gringo (1966)
- Cara a cara (1967)
- Killer calibro 32 (1967)
- El halcón y la presa (1967)
- Corre, Cuchillo, corre (1968)
- Joe...cercati un posto per morire (1968)
- Vivo per la tua morte (1968)
- Sin aliento (1969)
- C'è Sartana... vendi la pistola e comprati la bara (1970)
- Confessione di un
commissario di polizia al procuratore della repubblica (1971)
- Fantozzi (1975)
- I Padroni della città (1976)
- Il secondo tragico Fantozzi (1976)
- Mannaja (1977)
- La città delle donne (1980)
- La Cage aux folles 2 (1980)